# Liste der Bodendenkmale in Zwönitz
In der Liste der Bodendenkmale in Zwönitz sind die Bodendenkmale der Stadt Zwönitz und ihrer Ortsteile nach dem Stand der Auflistung von Volkmar Geupel aus dem Jahr 1983 aufgelistet. Eventuelle Änderungen und Ergänzungen, insbesondere aus der Zeit nach der Wende, sind nicht berücksichtigt, da für Sachsen aktuell keine neueren allgemein zugänglichen Bodendenkmallisten vorliegen. Die Baudenkmale sind in der Liste der Kulturdenkmale in Zwönitz aufgeführt.
| Denkmal-ID | Fundart          | Ortsteil | Bezeichnung | Zeitstellung    | Lage                                | Bemerkungen                                     | Bild |
| ---------- | ---------------- | -------- | ----------- | --------------- | ----------------------------------- | ----------------------------------------------- | ---- |
| ?          | besonderer Stein | Zwönitz  | Steinkreuz  | Spätmittelalter | im Ort, Brücke an der Rathausstraße | Dolch(?) eingeritzt, Schutz seit 17. April 1963 |      |